# Lagenicella spinulosa
Lagenicella spinulosa är en mossdjursart som först beskrevs av Walter Douglas Hincks 1884.  Lagenicella spinulosa ingår i släktet Lagenicella och familjen Teuchoporidae. Inga underarter finns listade i Catalogue of Life.